# Singles 1-12
Singles 1–12 es un álbum recopilatorio de Melvins lanzado en 1997 por Amphetamine Reptile Records. Durante todos los meses de 1996, los Melvins lanzaron sencillos de 7 pulgadas, todas fueron ediciones limitadas de solo 800 copias en todo el mundo. Esta compilación de 1997 incluye todos estos singles.
En enero, Melvins toca una serie de tres shows en el Club Spaceland. Una edición limitada de 50 ejemplares con empaque artesanal se vendió durante el concierto.

## Disco 1
Todas las canciones escritas por Melvins excepto donde lo indica.

| N.º | Título                 | Escritor(es)      | Duración |  |
| 1.  | «Lexicon Devil»        | The Germs         | 1:42     |  |
| 2.  | «Pigtro»               |                   | 3:54     |  |
| 3.  | «In the Rain»          |                   | 1:30     |  |
| 4.  | «Spread Eagle»         |                   | 4:18     |  |
| 5.  | «Leech»                | Arm, Steve Turner | 3:09     |  |
| 6.  | «Queen»                |                   | 3:13     |  |
| 7.  | «Way of the World»     | Flipper           | 3:58     |  |
| 8.  | «Theme»                | Clown Alley       | 3:19     |  |
| 9.  | «It's Shoved»          |                   | 3:16     |  |
| 10. | «Forgotten Principles» |                   | 1:09     |  |
| 11. | «GGIIBBYY»             |                   | 3:09     |  |
| 12. | «Theresa Screams»      |                   | 4:13     |  |

## Disco 2
Todas las canciones escritas por Melvins excepto donde lo indica.

| N.º | Título                                    | Escritor(es)         | Duración |  |
| 1.  | «Poison»                                  | Kramer               | 3:33     |  |
| 2.  | «Double Troubled»                         |                      | 5:15     |  |
| 3.  | «Specimen»                                |                      | 6:45     |  |
| 4.  | «All at Once»                             |                      | 3:28     |  |
| 5.  | «Jacksonville»                            |                      | 7:36     |  |
| 6.  | «Dallas»                                  |                      | 6:14     |  |
| 7.  | «The Bloat»                               |                      | 3:15     |  |
| 8.  | «Fast Forward»                            |                      | 4:03     |  |
| 9.  | «Nasty Dogs & Funky Kings»                | Beard, Gibbons, Hill | 2:34     |  |
| 10. | «HDYF»                                    | Ono, Lennon          | 6:28     |  |
| 11. | «How-++-Harry Lauders Walking Stick Tree» |                      | 3:29     |  |
| 12. | «Zodiac» (interpretado por Brutal Truth)  |                      | 3:36     |  |

## Información del Disco 1
- Lexicon Devil: Cover de Germs, grabado en 1993.
- Pigtro: Mix especial por A&R de Atlantic, grabado en 1994.
- In The Rain: El nacimiento de Brit Pop...shitpop, grabado en 1995.
- Spread Eagle: Mix especial por A&R de Atlantic, grabado en 1994.
- Leeech: Cover de Green River, grabado en vivo en dos tracks durante 1994 en memoria de Bing
- Queen: Mix especial por A&R de Atlantic, grabado en 1994.
- Way of the World: Cover de Flipper, grabado en el año nuevo chino
- Theme: Cover de Clown Alley, grabado en Suecia durante el primer tour europeo
- It's Shoved: Podría ser en vivo o un ensayo/keg party (Nota: esta es la misma grabación que aparece en el sencillo de Lizzy. Grabado en vivo en Yo Yo Studios por Pat Maley en el Capital Theatre de Olympia, el 12 de febrero de 1993)
- Forgotten Principles: Grabado en 1983 con la formación original con Matt Lukin y Mike Dillard
- GGIIBBYY: Una mala canción recortada de la grabación de Houdini.
- Theresa Screams: Las manos hacia abajo nuestra canción favorita de todos los tiempos Melvins.

## Información del disco 2
- Poison: Cover de Wayne Kramer de MC5, mezcla propia.
- Double Troubled: Una extraña grabación
- Specimen: Grabada en los últimos minutos de Stag
- All At Once: Nuff said.
- Jacksonville: 1994 con L7. Nuestro concierto favorito de la gira.
- Dallas: 1995 con NIN. Nuestro concierto favorito de la gira.
- The Bloat: Demo de las sesiones de Stag.
- Fast Forward: Buzz y Dale jugando con una grabadora de casete.
- Nasty Dogs and Funky Kings: Cover de ZZ Top, Intentos adolescente en el Arena level rock.
- HDYF: grabado en 1996 con IMA en Yoko Ono fame
- How-**-Harry Lauders Walking Stick Tree: Una rara mezcla de dos clásicos
- Zodiac: Cortesía de la banda "Brutal Truth"

## Personal
- The Melvins:
  - Buzz Osborne -  Guitarra, Voz
  - Dale Crover - Batería
  - Mark Deutrom - Bajo
  - Lori Black - Bajo en "Way of the World" y "Theme"
  - Matt Lukin - Bajo en "Forgotten Principles"
  - Mike Dillard - Batería en "Forgotten Principles"
- Brutal Truth:
  - Rich Hoak - Batería en "Zodiac"
  - Dan Lilker - Bajo en "Zodiac"
  - Brent McCarty - Guitarra en "Zodiac"
  - Kevin Sharp - voz en "Zodiac"